# Agrilus artevansi
Agrilus artevansi é uma espécie de inseto do género Agrilus, família Buprestidae, ordem Coleoptera.
Foi descrita cientificamente por Curletti & Bellamy, 2006.